# Doraphis populi
Doraphis populi är en insektsart. Doraphis populi ingår i släktet Doraphis och familjen långrörsbladlöss. Inga underarter finns listade i Catalogue of Life.